# Медведева, Лариса Александровна
Лариса Александровна Медведева (25 января 2001) — российская тхэквондистка. Призёр чемпионата Европы, чемпионка России.

## Спортивная карьера
Тхэквондо занимается с 7-8 лет, выпускница спортивной школы «Арион», которая располагается в деревне Хлюпино. Тренируется под руководством Екатерины Игоревны Папоновой. 29 декабря 2018 года ей было присвоено звание мастер спорта России. В октябре 2019 года в Казани, одолев в финале Софью Фомичёву из Москвы, стала чемпионом России. 31 января 2020 года ей было присвоено звание мастер спорта России международного класса. В ноябре 2020 года в Москве, победив в финале Анастасию Артамонову из Санкт-Петербурга, выиграла чемпионат России. 8 апреля 2021 года в финале чемпионата Европы в Софии уступила Лене Стойкович из Хорватии, став серебряным призёром. В сентябре 2021 года в Одинцово, победив в финале Викторию Башкирову из Москвы, стала чемпионкой России.

## Достижения
- Чемпионат России по тхэквондо 2018 — ;
- Чемпионат России по тхэквондо 2019 — ;
- Чемпионат России по тхэквондо 2020 — ;
- Чемпионат Европы по тхэквондо 2021 — ;
- Чемпионат России по тхэквондо 2021 — ;

## Личная жизнь
Есть сестра близнец: Галина Медведева, также тхэквондистка, чемпионка России. Является студенткой Поволжского государственного университета физической культуры, спорта и туризма.